# Landeskunde
Die Landeskunde ist eine typisch deutschsprachige Forschungstradition, die sich mit der Erforschung eines Landes, einer Region oder eines Ortes in historischer, wirtschaftlicher, sozialer und kultureller Hinsicht befasst. Die Landeskunde erfordert dabei die Zusammenarbeit mehrerer Disziplinen der Geographie und benachbarter Gebiete, besonders der Geschichte, und fördert, als Bildungsinstrument eingesetzt, Landesbewusstsein sowie föderalistisches Denken. Zur Landeskunde gehören Teildisziplinen wie angewandte Geographie, Landesgeschichte, Kulturraumforschung, Volkskunde, Wirtschaftsgeographie, Dialektologie und Archäologie. Von der Länderkunde wird die Landeskunde in der Regel dadurch abgegrenzt, dass sie sich nicht nur in rein geographischer Betrachtung, sondern auch in anderer Hinsicht mit der Erforschung eines Landes oder einer Region befasst.

## Heimatkunde
In der Grundschule werden die Schüler im Fach Heimatkunde bzw. Sachunterricht mit ihrer unmittelbaren heimatlichen Umgebung vertraut gemacht. Sie erfahren sowohl Geographisches als auch Historisches über die Stadt bzw. Gemeinde, den eigenen Landkreis und das Bundesland, in dem sie leben.

## Fremdsprachenunterricht
Im Fremdsprachenunterricht versteht man unter Landeskunde die Vermittlung von kulturellen und materiellen Hintergrundinformationen über das Land bzw. die Region, deren Sprache man erlernt. Landeskundliche Informationen dienen in Fremdsprachenlehrwerken als Vehikel zur Sprachvermittlung. Es gehört zu den Aufgaben des Lehrenden, den Lernenden Hintergrundinformationen über das jeweilige Zielsprachenland zu vermitteln.

## Studium
An Hochschulen ist für Fremdsprachen im Rahmen eines Lektorats häufig ein bestimmtes Zeitbudget für die jeweilige Landeskunde eingeplant. Das Studium der Philologien erfordert in der Regel auch den Besuch wissenschaftlicher Lehrveranstaltungen in Landeskunde mit unterschiedlichen, thematischen Schwerpunkten (etwa Politisches System, Kunstgeschichte, Religion oder Soziologie) nebst Exkursionen. Das Studium der Übersetzungswissenschaft macht einen mehrmonatigen Aufenthalt im betreffenden Land zur Pflicht.